# Angelo (kardynał S. Maria in Domnica)
Angelo (zm. ok. 1130) – kardynał-diakon S. Maria in Domnica od marca 1123 roku, z nominacji papieża Kaliksta II. Sygnatariusz bulli papieskich między 6 kwietnia 1123 a 9 grudnia 1128. W trakcie podwójnej elekcji w lutym 1130 stanął po stronie Anakleta II. Po raz ostatni występuje w bulli Anakleta II datowanej 24 kwietnia 1130.